# 福拉姆 (阿肯色州)
福拉姆（英語：Forum）是位於美國阿肯色州麥迪遜縣的一個非建制地區。該地的面積和人口皆未知。

## 地理
福拉姆的座標為36°10′54″N 93°42′54″W / 36.18167°N 93.71500°W，而該地的平均海拔高度為420米（即1377英尺）。